# Zapatito de dama
Zapatito de dama o zapatilla de dama es el nombre común con el que se conoce a varias especies de orquídeas que comparten algunas características: las hojas grandes y onduladas, las flores que sobresalen por encima de las hojas y, la mayor particularidad, las flores con forma de una zapatilla debido a su labelo inflado. Los zapatitos de dama pertenecen a géneros muy afines, tales como Cypripedium de América del Norte; Paphiopedilum de Asia tropical, y Phragmipedium de América del Sur y Central.